# Vanilla diabolica
Vanilla diabolica là một loài thực vật có hoa trong họ Lan. Loài này được P.O'Byrne miêu tả khoa học đầu tiên năm 1996.